# 香辛料

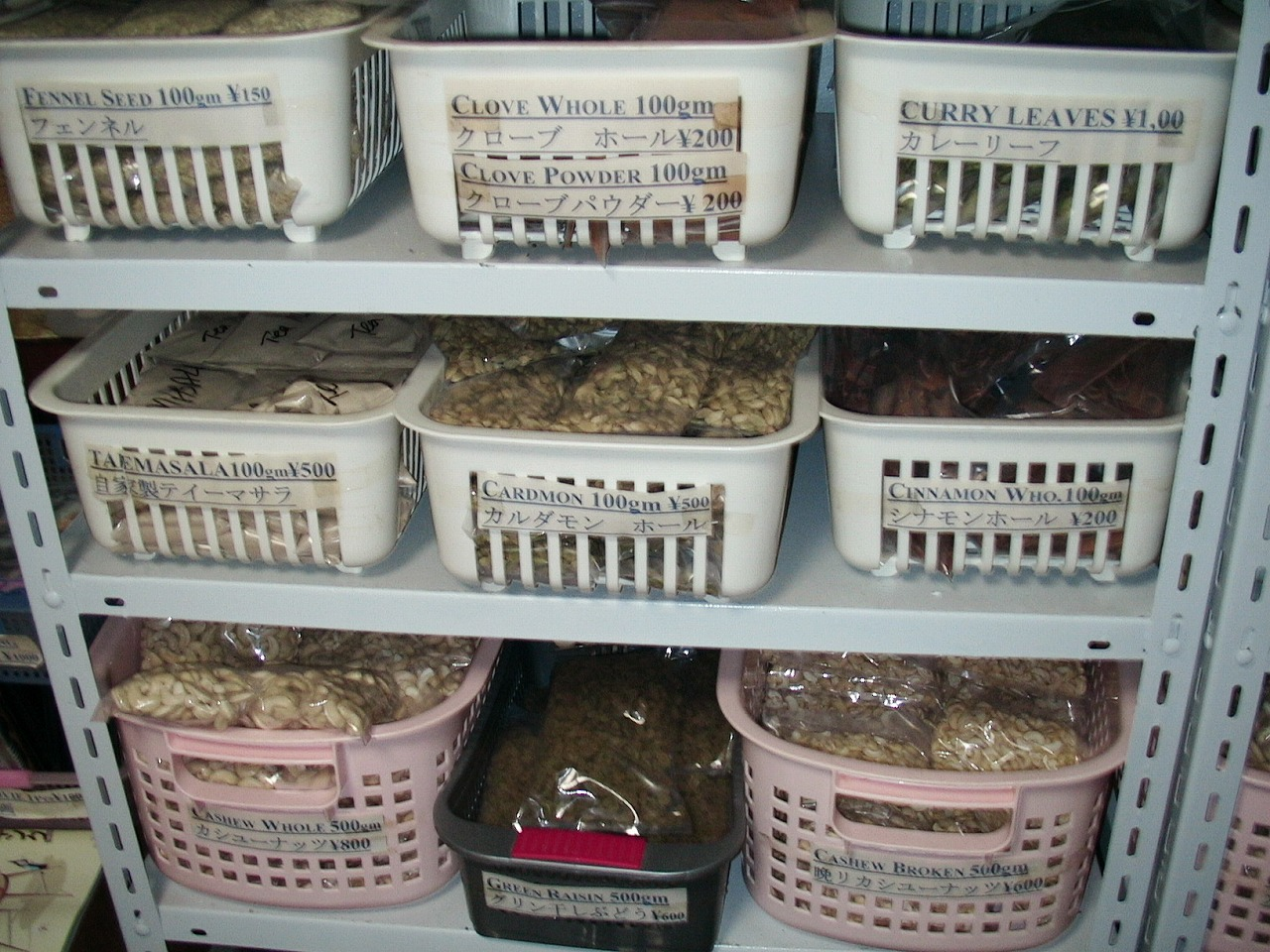
インド食材輸入会社の倉庫の香辛料類

香辛料（こうしんりょう、英: spice）は、調味料の一種で、植物から採取され、調理の際に風味（香り・辛味など）や色を出したり、臭みを消したりするものの総称である。食事をおいしくしたり、食欲を増進させたりする。香料として食品に添加されるものも多数ある。
日本スパイス協会は、食材に香り、辛み、色調を出す植物全般を「香辛料」として扱い、その茎・葉・花を「ハーブ」、それ以外の部位を「スパイス」と呼んでいるが、世界的に統一された定義はなく、日本料理に使われる薬味もスパイスといえる。

## 概説

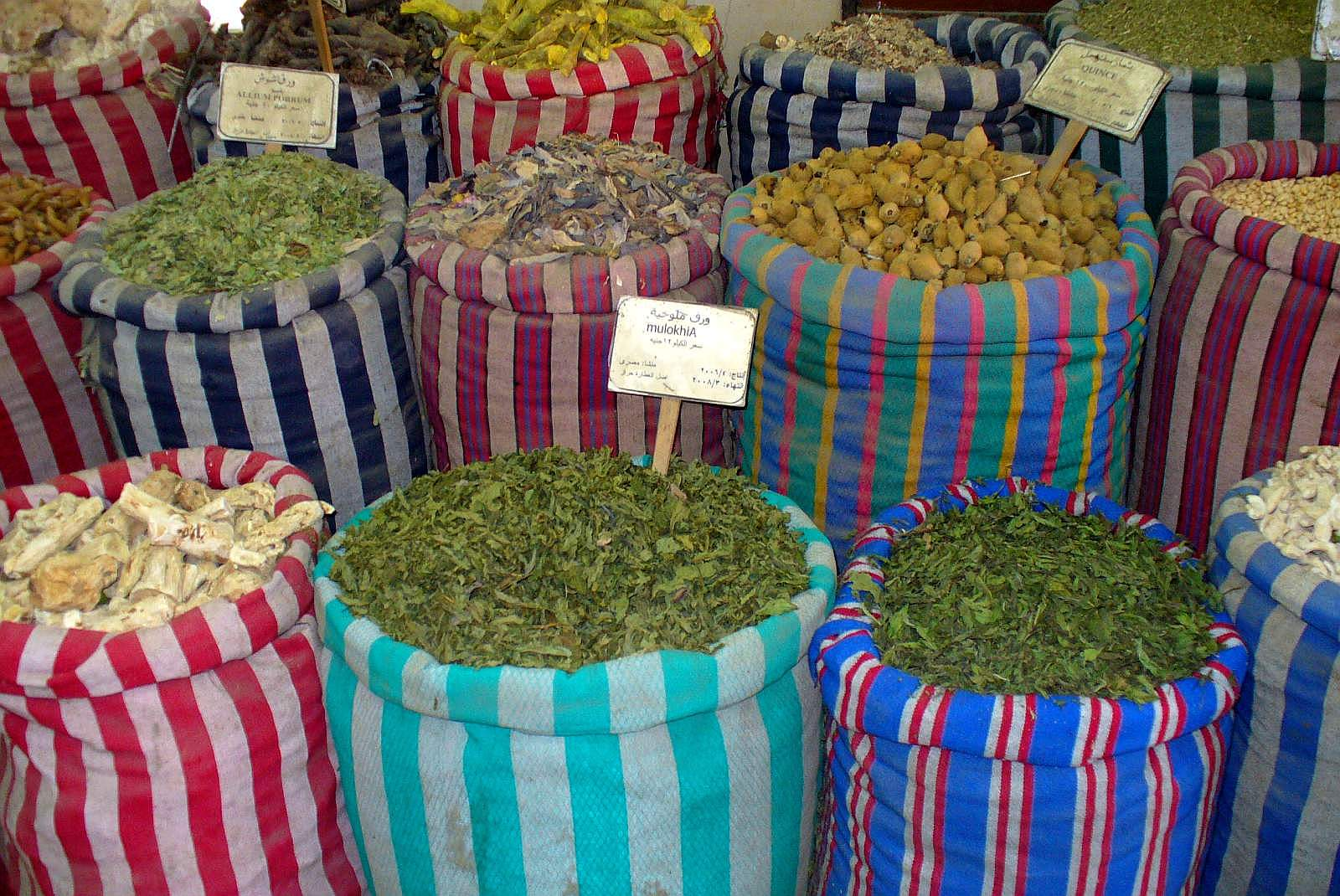
展示され売られる香辛料（エジプトにて）

料理に香辛料を加えることにより、辛みや甘み、匂いなどその香辛料に応じた味や香りが付与され、おいしく感じさせたり食欲を増進させたりする効果があり、独特の臭みを持つ食材に対しては、臭み消しとして利用される。ひき肉に対するナツメグや、魚に対するショウガなどがその典型的な例である。臭みが感じられなくなるおかげで、素材の旨味が引き立つ。似たような使い方をする食材にハーブがある。ハーブは生のままか乾燥させた植物の葉や茎といった緑色部分を利用するが、ほとんどの香辛料は植物の実や種子、地下茎そのものや、それらを乾燥させたもの、乾燥の後に細かくしたり粉にしたものである。たいてい少量で強い効果を持つので、家庭用には10センチメートル程度の大きさの小ビンに入れられて売られていることが多い。
そのほか、料理に色を付ける目的でも使われる。たとえば、パエリアで使われるサフランや、カレー、沢庵に使われるターメリックなどがその典型的な例である。
香辛料は一般に防腐、殺菌作用が強いと信じている人は多いが、そうした効果はほぼないとされる。
香辛料の味や効能を特徴づける成分には、テルペン類、フェニルプロパノイド、アルカロイドなどがある。これらのうちには生物活性が強いものが多く、ナツメグのように多用したり使い方によっては毒物になるものもある。一方で、香辛料の多くに薬効があることは古くから知られており、香辛料は薬としても扱われてきた。現代においても、いくつかの香辛料には薬効が認められており、健康にいいとされている。
どういったものを香辛料として扱うかには文化によって幅があり、例えばクローブはヨーロッパでは食用・薬用として珍重されたのに対し、中国では薬用および香料としての使用が主で料理に使用することはなく、そして原産地たるモルッカ諸島人は純然たる輸出商品としてのみクローブを扱って、薬用にせよ食用にせよほぼ用いることはなかった。
香辛料は単独で使用するほか、いくつかの香辛料を混ぜ合わせたミックススパイスとしても広く利用される。著名なミックススパイスとしてはカレー粉やガラムマサラ、五香粉などがあり、日本の七味もミックススパイスの一種である。
世界で使用される香辛料の中で、もっとも高価なものはサフラン、次に高価なものはバニラであるとされる。
香辛料の利用は、ほとんど使用しないものからあらゆる香辛料を多用するものまで、食文化によって幅がある。インド料理は香辛料を多用する料理の代表格で、自国産の多様なスパイスに加え、香辛料貿易の要衝に位置し東西の香辛料を利用しやすかったことから、古くから多数の香辛料の使用が記録されている。もう一つの香辛料大生産国であったインドネシア料理も香辛料を多用するが、クローブやナツメグの原産地であるモルッカ諸島ではこの2種を用いることは少ないとされる。インドネシア以外の東南アジアではトウガラシが非常に多用されるものの、それ以外の香辛料の利用はあまり盛んではなく、フィリピン料理は香辛料の利用そのものがあまりない。おおまかな傾向として、高温多湿の地方ほど香辛料を効かせた料理を好む傾向があるとされる。
料理のほか、飲み物やたばこなどに香辛料を使うこともある。スパイス入りのワインは古代ギリシア時代から愛飲されており、パスティスやアニゼットはアニスによって香りをつける。アラブ諸国でのカルダモンの主な用途は、アラビアコーヒーに香りをつけるためである。また、インドネシアではたばこにクローブを入れたクレテックが好まれている。

## 歴史

### 古代から中世
主要な香辛料の原産地は、コショウがインド、シナモンがスリランカ、そしてクローブ・ナツメグ・メースがインドネシアのモルッカ諸島を原産としている。特にクローブとナツメグはモルッカ諸島にしか産しなかったため、モルッカ諸島は香料諸島とも呼ばれ、ヨーロッパ諸国の争奪戦の舞台となった。一方、新大陸原産の香辛料も存在し、バニラはメキシコで、トウガラシはメキシコを含む中南米で、ヨーロッパ人の渡来よりはるか以前からメキシコで栽培化されている。
インドにおいては紀元前3000年頃から既に黒胡椒やクローブ等の多くの香辛料が使われていた。紀元前1200年頃の古代エジプトにスリランカ産のシナモンが献上された記録が残っている。紀元前5世紀に著されたというヘロドトスの『歴史』にはオリエントの産品としてKinnamomonという植物産品が記されている。研究者の間では、インドもしくはマレー半島からもたらされた香辛料だといわれているが、これはシナモンのこととされる。東方との接触が増大するのに伴ってヨーロッパでの香辛料に需要も増大し、紀元1世紀頃にはローマ帝国は東方からかなりの額の香辛料を買い付けるようになっていた。このころローマではコショウをはじめ、シナモンやクローブなどが知られていた。一方中国においては、古くから自生する肉桂や山椒などが用いられてきた。こうした香辛料は中国では一貫して薬味として扱われてきた。
ローマ帝国の滅亡、イスラム勢力の勃興、十字軍など東西交流を難しくさせる要素が重なり、中世ヨーロッパでは香辛料は大変珍貴なものとなった。貴重な香辛料をふんだんに使えることがステータスを誇示することとなり、王侯貴族の会食料理は過剰なまでに香辛料を使った料理へと発展し、香辛料が貴金属のように献上品としてやり取りされた。香辛料の使用は香辛料の種類・料理の種類・使用量とも非常に多かった。使用目的としては料理の他、香として利用されることもあり、薬用としての使用も多かった一方で、肉の保存や防腐剤としての利用はほとんどなかった。これは、新鮮な肉そのものが豊富に利用されていたことと、香辛料には防腐効果がほとんどないうえ保存料としては主に塩が使用されていたことが理由である。また、肉の腐敗臭を隠すためにスパイスを多用したという俗説もあるが、中世の香辛料は高価なものであり、香辛料を使う階層の人々はそもそもそのような質の低い肉を食べる必要がなかったことから否定されており、その俗説自体も20世紀に入ってから生まれたものであるとされている。
一方この頃、西方における香辛料交易の主導権を握っていたのはムスリム商人だった。彼らはインド洋交易を介して大量の香辛料を手に入れていた。アレクサンドリアなどの地中海東岸の港に集められた香辛料は、ヴェネツィアの商人によってヨーロッパへと運ばれ売買された。中世の地中海交易は奢侈品の中継貿易の側面が強く、香辛料はその柱のひとつとなっていた。
中国では13世紀頃からコショウが大量に消費されるようになり、ジャワ島などから中国船によって輸入された。15世紀ごろには東南アジア全域で交易が活況を呈するようになり、主力商品となったコショウをはじめとする各種香辛料がインド洋交易によってさかんに西方世界へと運ばれていった。

### 大航海時代以後
経済成長に伴いヨーロッパでの香辛料の消費は増大し続けたが、その交易ルートはマムルーク朝やオスマン帝国といったイスラム国家と、ヴェネツィアをはじめとするイタリア諸国に握られていた。このためポルトガルはアフリカ沿岸を南下してインドへの新航路の開拓を試みたが、この過程においてアフリカ西海岸でギニアショウガ（マニゲット、グレインズ・オブ・パラダイス）が発見され、15世紀にはヨーロッパにおいて一時爆発的に流行した。
1498年にヴァスコ・ダ・ガマが喜望峰を周航してインドへと到達するとポルトガルは即座に香辛料貿易に乗り出し、ゴアやマラッカといった交易上の要地を占領して、インド航路を開拓し、「ポルトガル海上帝国」を形成した。ただしポルトガルの支配は要地の点としての支配にとどまり、在地の商人やムスリム商人による従来の香辛料交易そのものを支配することには失敗した。16世紀末にはオランダがインド洋に進出し、モルッカ諸島をはじめとする香辛料交易の要地を直接に支配下に置いてポルトガルに代わり対ヨーロッパ香辛料交易の実権を握ったが、在地香辛料交易の掌握はポルトガルと同様できなかった。
一方、クリストファー・コロンブスの探検の目的には香辛料をはじめとするアジア物産の獲得も含まれており、1492年にアメリカ大陸に到達した際にはトウガラシをはじめとするいくつかの香辛料を発見したものの、彼の求めていたシナモンやコショウなど旧大陸の高価な香辛料は存在しなかった。スペイン人はさほどトウガラシに興味を示さなかったものの、同時期にブラジルでこれを発見したポルトガル人が各地に広め、栽培がしやすいことから香辛料の本場たるインドや熱帯アジアでも急速に普及した。
近代になると、ヨーロッパ列強は香辛料を原産地から持ち出し、各地に移植するようになった。イギリスは19世紀初頭に当時占領していたオランダ領東インドから香辛料を自国領各地に移植し、フランスは18世紀末にクローブをモーリシャスへと移植して成功した。こうして19世紀には、ザンジバルやセントクリストファー島がクローブの、グレナダがナツメグの名産地となり、ブラジルでも各種香辛料が生産されるようになった。この時期、オマーンのスルタンであるサイイド・サイードは自国領であるザンジバル島とペンバ島にクローブの大農園を建設してこの地を世界最大のクローブ生産地に育成した。香辛料は各地で栽培されるようになり、19世紀半ばには貿易における重要性は薄れた。香辛料の使われ方も近代になるにつれて洗練されていき、ヨーロッパでの需要は減少に向かっていった。しかし、20世紀に入るとアジアやラテンアメリカ各地の料理が世界的に普及し、香辛料の需要は急速に拡大している。

### 日本における歴史
古くは『古事記』中に「はじかみ」（波士加美、波之加美）に関する記述が見られる。これは当時の日本に知られていた香辛料類、すなわちショウガやサンショウを指す総称であった。
奈良の正倉院には、天平勝宝8歳（756年）、光明皇后が60種の薬物を東大寺大仏に献納した際の目録（通称『種々薬帳』）が残されている。この目録には舶来生薬類の名が多く記載され、中には「胡椒」「畢撥（ヒハツ）」「桂心（=桂皮）」などの名も見られる。
目録の名からもわかるとおりこうした香辛料類はまず薬品として日本にもたらされ、種類によってはその後長期にわたって漢方薬の材料などに使われたのであったが、一方で、ヨーロッパのようにこれらを料理に用い、さかんに輸入・消費していくような気運は、結局日本では生まれなかった。その背景には日本人が肉食をほとんど行わなかったこと、また発酵調味料を積極的に利用したことなどから、香辛料への潜在的需要が本来低かったということが大きい。食物の味を引き立てることが日本の香辛料の唯一の役割であり、人工の香りを発し素材の香りを殺すといった自己主張はあってはならないとされたのである。
とはいえ中世期になると、より身近な地産の草菜類を利用して、「薬味」「加薬（かやく）」などの概念が発展しはじめる。
江戸時代には日本料理でも薬味の使用が発達し始め、当時の料理書『素人包丁』には、「鯛飯」の項に「加益（カヤク）はおろし大根、ネギ、のり、とうがらし」と記されている。大根、葱、紫蘇、芥子、生姜、山葵といった香辛料が特に薬味として好まれ、多用された（特にネギは日本料理に欠かせない存在となり、ダイコンは大根おろしなどの形で大量に用いられた）。そのほか、料理書には山椒、ゆず、肉桂（シナモン）などを使った例がいくつかみられた。胡椒も一時期、うどんの薬味として使われたことがあるが、唐辛子の普及により廃れた（近畿地方などでは現在でも胡椒が用いられている）。その唐辛子はかなり普及し、日本独自のブレンド香辛料である七味唐辛子も登場したが、これらはいずれも風味付け程度の少量の利用にとどまった。
大正時代の頃になるとカレーライスを食べさせる店などが少しずつ創業するようになり、刺激の強いカレーの味覚も少しずつ日本人の知るものとなっていった。また、カレー粉はいち早く家庭に普及したブレンド香辛料である。
第二次世界大戦後は食生活の洋風化や中華料理の普及が進み、様々な香辛料の輸入量も増加の一途をたどった。高度経済成長を経て社会が豊かになるにつれ、韓国料理、インド料理、東南アジア料理などのエスニック料理が広まっていき、現在では様々な香辛料類が家庭内にも常備されるようになっている。

## 生産
| 国                 | コショウ | トウガラシ | バニラ | シナモン | クローブ | ナツメグ・メース・カルダモン | アニス・スターアニス・フェンネル | ショウガ | それ以外の香辛料 |
| ------------------ | -------- | ---------- | ------ | -------- | -------- | ---------------------------- | -------------------------------- | -------- | ---------------- |
| バングラデシュ     |          | 141,177    |        |          |          |                              |                                  | 79,438   | 173,079          |
| ブラジル           | 101,274  |            |        |          |          |                              |                                  |          |                  |
| ブルガリア         | 51,958   | 1,245      |        |          |          |                              | 5,977                            |          | 830              |
| 中国               | 36,345   | 321,290    | 459    | 81,545   | 1,322    |                              | 56,395                           | 533,407  | 114,197          |
| コモロ             |          |            | 30     |          | 2,379    |                              |                                  |          | 62               |
| エチオピア         | 4,095    | 294,299    |        |          |          | 166                          | 4,822                            | 10,778   | 39,441           |
| グアテマラ         | 757      |            |        |          |          | 38,163                       | 2,202                            |          | 427              |
| インド             | 67,472   | 1,808,011  |        |          |          | 16,860                       | 678,938                          | 893,242  | 1,928,708        |
| インドネシア       | 88,715   |            | 2,259  | 83,734   | 123,399  | 36,242                       |                                  | 207,412  | 109,314          |
| イラン             |          | 3,882      |        |          |          |                              | 65,792                           |          |                  |
| マダガスカル       | 5,542    | 1,799      | 3,102  | 3,113    | 23,325   | 16                           | 59                               | 128      | 232              |
| メキシコ           | 9,141    | 60,755     | 495    |          |          |                              | 127,244                          | 3,923    | 4,014            |
| ネパール           |          | 52,500     |        |          |          | 6,849                        |                                  | 284,000  | 23,804           |
| ナイジェリア       |          | 70,871     |        |          |          |                              |                                  | 369,019  | 6,903            |
| パキスタン         |          | 148,114    |        |          |          |                              |                                  | 20       | 77,548           |
| パプアニューギニア |          | 4          | 493    |          |          | 91                           |                                  |          | 306              |
| スリランカ         | 48,253   |            |        | 24,020   | 5,508    | 3,074                        |                                  | 14,208   | 5,465            |
| タンザニア         | 516      | 7,080      |        |          | 9,121    | 724                          | 1,383                            | 42       |                  |
| タイ               | 1,370    | 247,010    |        |          |          |                              |                                  | 167,952  | 3,016            |
| トルコ             |          | 14,295     | 314    |          |          |                              | 39,277                           |          | 245,601          |
| ベトナム           | 262,658  | 101,548    |        | 29,053   |          |                              | 4,511                            |          |                  |

近代以降の移植によって、香辛料生産は原産地以外の地域にも大きく広がっている。トウガラシの最大生産国はインドであるが、全世界で広く生産・消費される。コショウの最大輸出国はベトナムであり、そのほかブラジルやインドネシア、原産地のインドでの生産も多い。ナツメグはインドネシアでの生産が多いが、原産地のモルッカ諸島のほかスマトラ島などでも栽培される。クローブの生産は原産地のインドネシアの他、マダガスカルやタンザニアでの生産も多い。シナモンは原産地のスリランカのほか、インドネシアなどで生産されている。カルダモンはインドやグアテマラでの生産が多い。バニラの最大生産国はマダガスカルで、インドネシアがそれに次ぐ。
一部の小国においては、香辛料は自国の輸出の柱になっている場合がある。2021年のデータでは、バニラの輸出はマダガスカルの総輸出額の22.2％を占めて最大の輸出品となっており、コモロでは2021年にはクローブが同国総輸出額の39.5％を占めて最大の輸出品に、バニラが同じく13.3％を占めて第3位の輸出品となっている。カリブ海に浮かぶグレナダはナツメグとメースの大生産国として知られ、1980年代には世界総生産額の3分の1を占めていたが、2004年のハリケーン・アイバンによって壊滅的な被害を受け、2022年には同国総輸出額の14.8％に過ぎなくなるまで縮小している。
逆に、香辛料の生産量の多い国でもその大半が自国消費に回され、ほとんど輸出がされない国もある。世界最大のトウガラシ生産国であるインドは消費量も世界最大であり、また世界一のクローブ生産国であるインドネシアではクローブを含んだたばこであるクレテックの消費が盛んで、国内生産の多くがこのタバコに向けられている。

## 安全性

### 医薬品との相互作用
幾つかの香辛料には医薬品の作用を強くしたり、逆に作用を弱めたりするものがあることが知られている。食品の例では「納豆と抗凝固薬」の組合せはビタミンKとワルファリンの相互作用として、「グレープフルーツ果汁とカルシウム拮抗剤」の組合せは薬物代謝酵素シトクロムP450（CYP）の阻害の相互作用として知られている。香辛料では黒胡椒、白胡椒、シナモン、メース、ナツメグなどはシトクロムP450（CYP3A4）またはCYP2C9を阻害する成分を含むが、医学的な研究は不十分である。

### 微生物による汚染
香辛料の独特の臭気（香り）の多くは、加熱により揮発あるいは変質してしまう。したがって、多くの場合、生産から流通の各段階において加熱殺菌（滅菌）は行われない。そのため、食中毒の原因となりうる微生物が混入している場合がある。日本では認可されていないが、アメリカ合衆国、カナダ、欧州連合（EU）全加盟国、オーストラリアなどでは放射線などの食品照射処理により殺菌処理した香辛料が流通している。

## 代表的な香辛料

### 単一の素材のもの
- アサフェティダ（ヒング）
- アジョワン
- アニス
- オールスパイス（百味胡椒、三香子）
- オニオン（玉葱）
- オレガノ（花薄荷）
- カホクザンショウ（華北山椒、花椒）
- カルダモン（イライチ）
- カレーリーフ（南洋山椒、カリ・パッタ）
- キャラウェイ（姫茴香）
- クミン（ジーラ、キュマン）
- グリーンペッパー（緑胡椒）
- クローブ（丁子、ローング）
- コショウ（ペッパー、カリ・ミルチ、サフェダ・ミルチ）
- ゴマ（セサミ）
- コリアンダー（ダニヤ、香菜、パクチー、コエンドロ）
- サフラン（ケサル、番紅花）
- サンショウ（山椒）
- シソ（紫蘇）
- シナモン（肉桂、ダルチニ）
- ショウガ（生姜、ジンジャー）
- スターアニス（八角、大茴香）
- セージ
- セロリ
- タイム
- ターメリック（鬱金、ハルディ）
- タデ（蓼、water pepper）
- タラゴン（エストラゴン）
- チャービル（セルフィーユ）
- 陳皮（シトラスピール）
- ディル（イノンド）
- 唐辛子、一味唐辛子（チリ、レッドペッパー、カイエンペッパー、ラル・ミルチ）
- ナツメグ（肉荳蔲、メース、ジャイファル、ジャビトゥリ）
- ニンニク（大蒜、ガーリック）
- コブミカンの葉（バイマックルー）
- ハッカ（薄荷、ミント）
- パセリ
- バニラ
- ハラペーニョ
- ニラ
- ネギ
- パプリカ（甘唐辛子）
- ヒハツ
- フェヌグリーク（メティ）
- フェンネル（フェネル、茴香、ソーンフ）
- ブラッククミン（カロジレ）
- ホースラディッシュ（セイヨウワサビ）
- ポピー・シード（けしの実、カスカス）
- マージョラム（マヨラナ、スイートマージョラム、ハナハッカ）
- マスタード（辛子、ライ、洋芥子）
- ミョウガ（茗荷）
- ラッキョウ
- ラディッシュ（大根）
- ローズマリー
- ローリエ（月桂樹の葉、ベイリーフ、テジ・パッタ）
- ワサビ（山葵）

### ブレンドしたもの
- 五香粉
- ガラムマサラ
- カレー粉
- 七味唐辛子
- チリパウダー
- 花椒塩
- 柚子胡椒（柚子唐辛子）
- 唐辛子味噌
- ハリッサ

## その他
カレーパンマンやカレクックのように香辛料を武器として戦うキャラもいるが、現実世界でも凶器となりうる。
香辛料（スパイス）が料理の味に特徴を加えることから転じて、物事にちょっとした特徴を加えて目立つようにしたり気の利いたものにしたりすることやアクセントを加えることを、「スパイスを利かせる」と表現することがある。

## ギャラリー

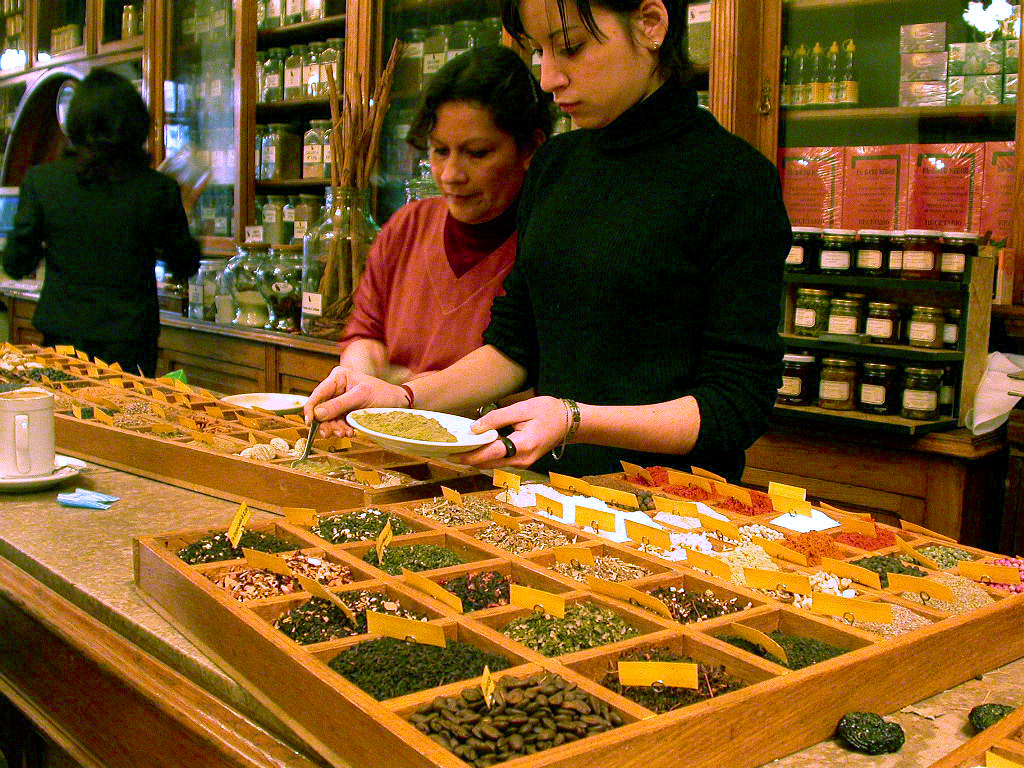
ブエノスアイレスのスパイスショップ
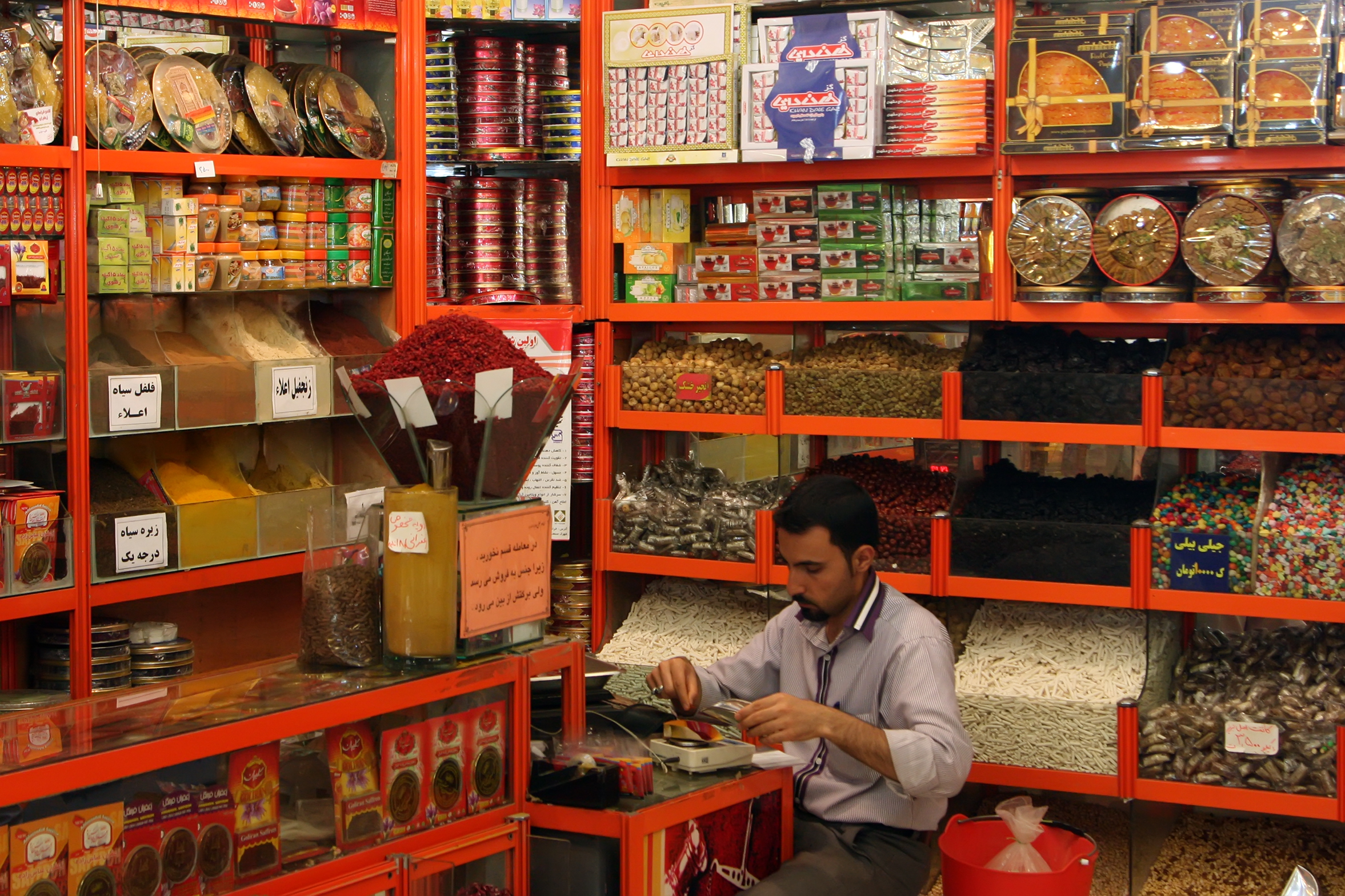
さまざまなスパイスの並ぶイランの香辛料店
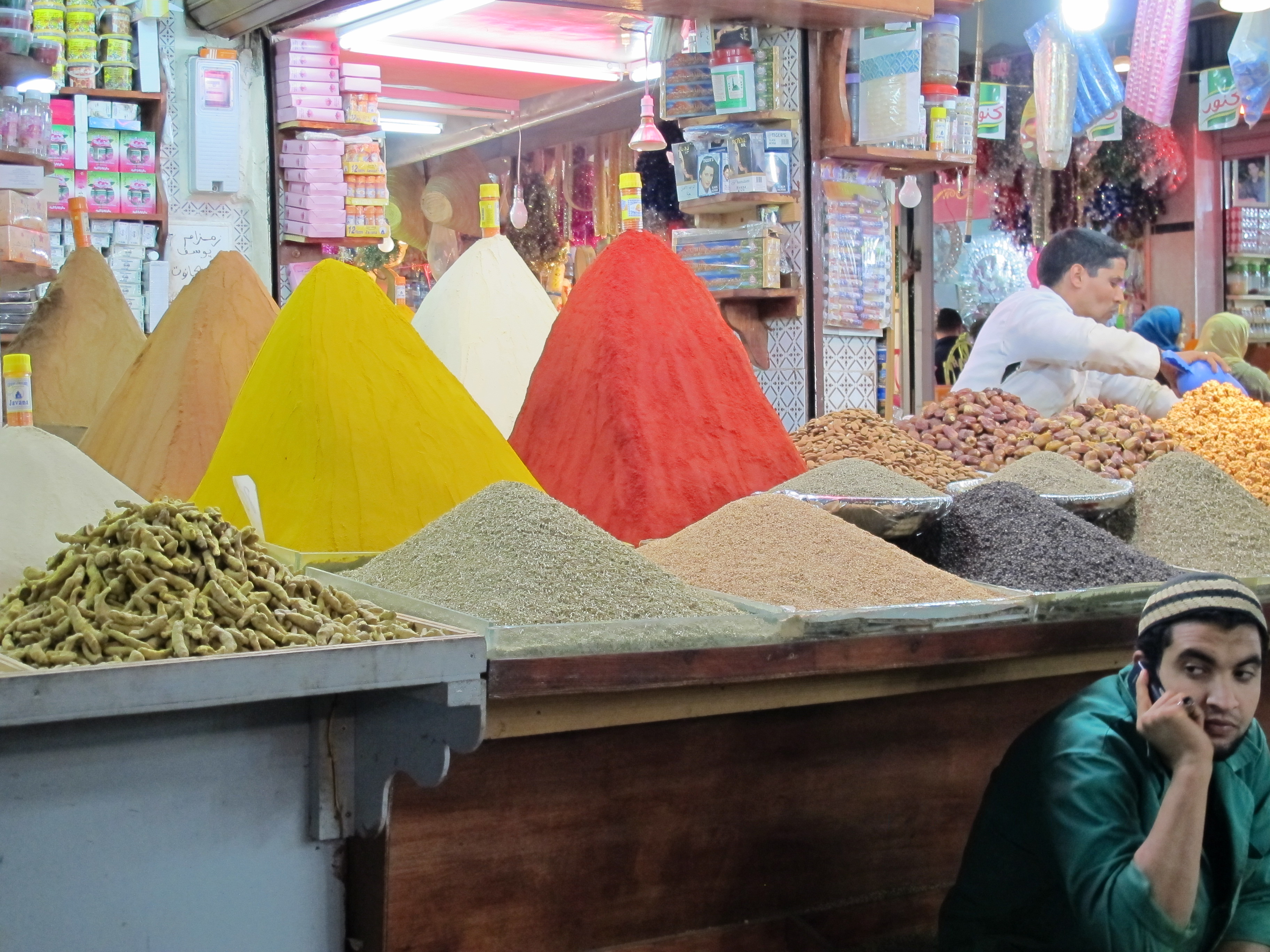
夜の香辛料店（モロッコ、カサブランカ）
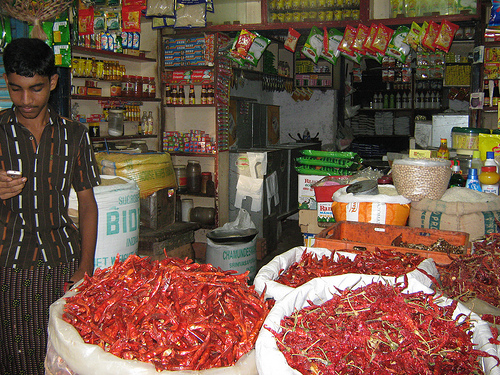
インド、ケララ州タリパランバの香辛料店
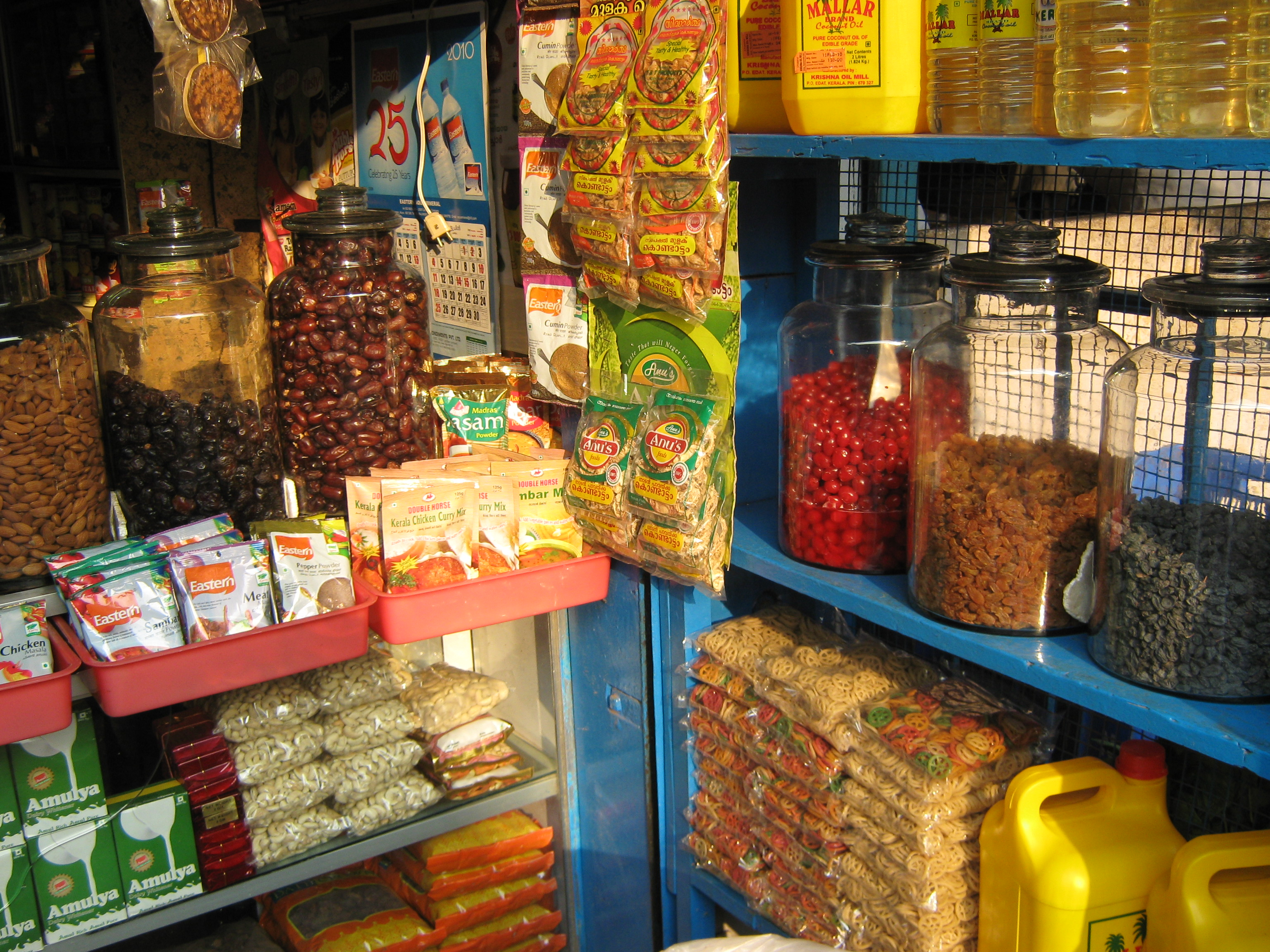
タリパランバで売られているスパイス
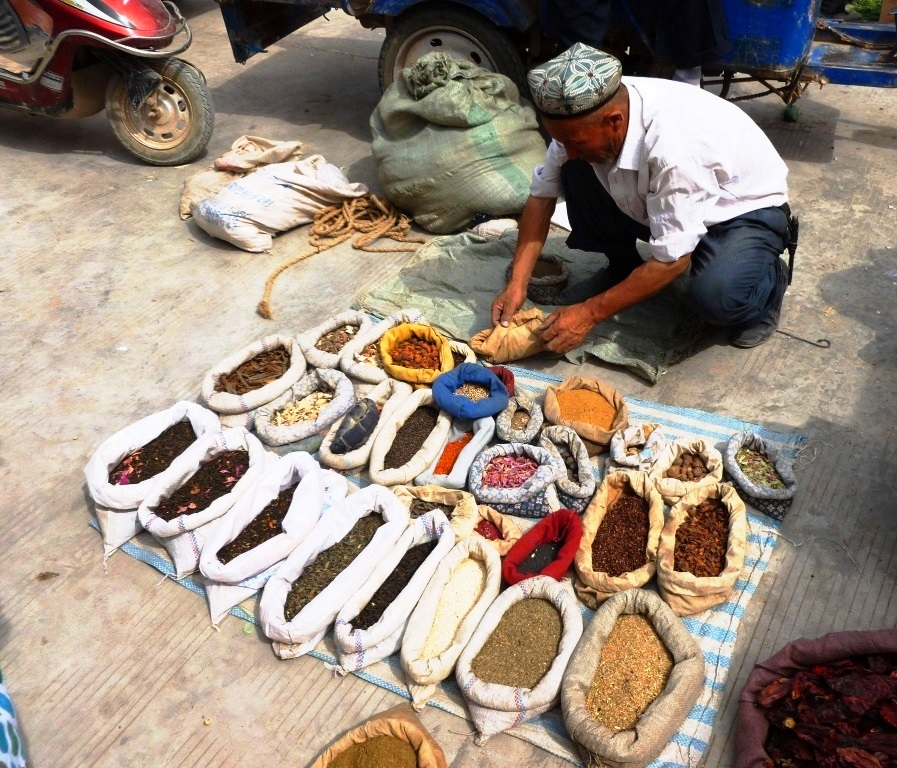
中国のカシュガルでスパイスを売る人
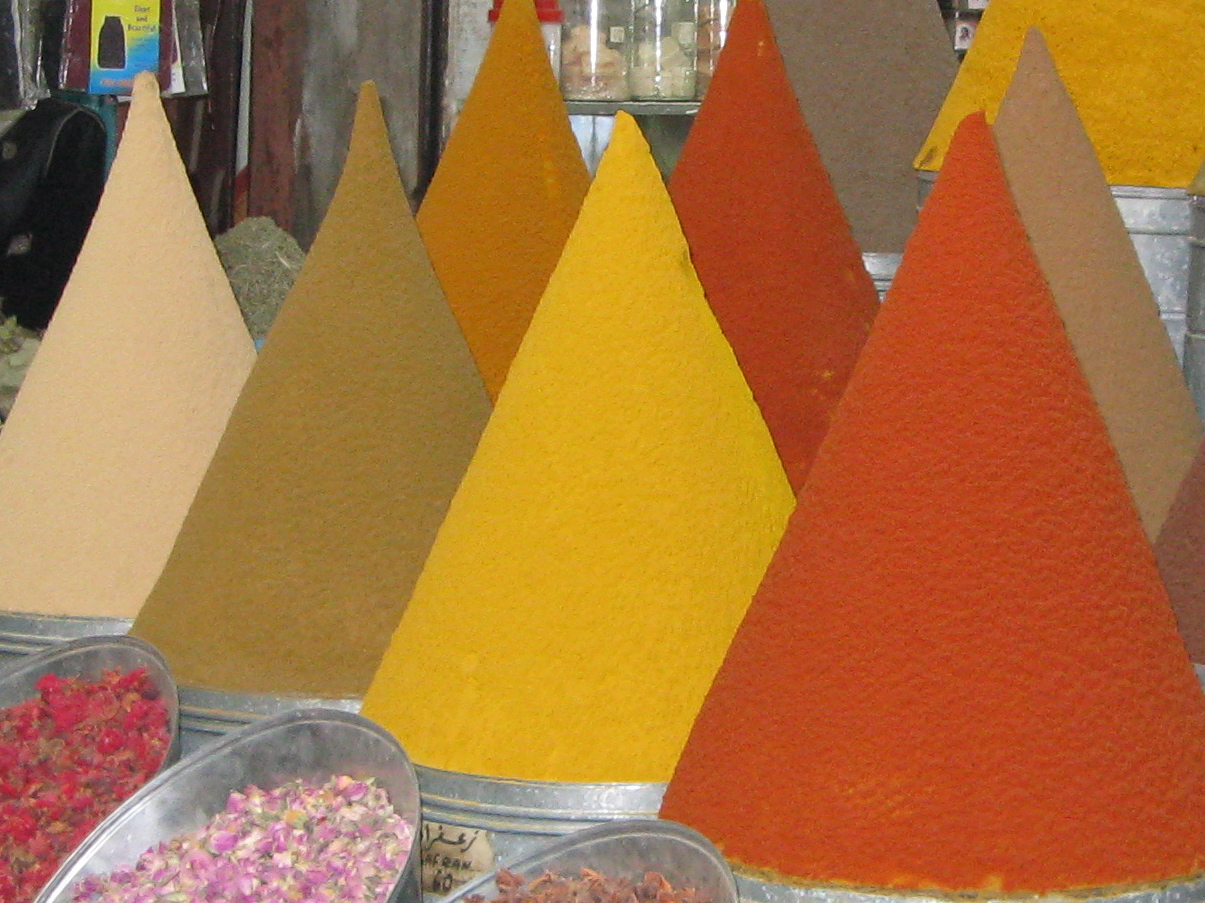
モロッコ・マラケシュのスパイス市場